# Bella ciao (Il Nuovo Canzoniere Italiano)
Bella ciao è un album in studio del gruppo musicale italiano Il Nuovo Canzoniere Italiano, pubblicato nel 1965.

## Descrizione
Il disco, pubblicato da I Dischi del Sole, è una raccolta di musica popolare italiana.

## Tracce
Lato A Canti di lavoro
1. La lizza delle Apuane
2. Bella ciao – Giovanna Daffini
3. Bella ciao (versione partigiana)
4. Cade l'uliva – Giovanna Marini, Maria Teresa Bulciolu
5. Gli scariolanti – Gruppo Padano di Piadena
6. Tutti mi dicon Maremma Maremma – Caterina Bueno
7. Povre Filandere – Sandra Mantovani
8. Sciur padrun da li beli braghi bianchi – Giovanna Daffini

Canti della Domenica
1. Stornelli Mugellani – Caterina Bueno
2. Stornelli Ciociari – Giovanna Marini, Maria Teresa Bulciolu
3. Sant'Antonie a lu deserte – Giovanna Marini
4. Eu cacciaturi Gaetano – Giovanna Marini
5. Bel Uselin Del Bosch – Cati Mattea, Silvia Malagugini
6. Pellegrin che vien da Roma – Gruppo Padano di Piadena
7. Il tragico naufragio della nave Sirio – Michele L. Straniero
8. Canto della Pasquetta – Giovanna Marini, Maria Teresa Bulciolu
9. La mia mama a veul ch'i fila – Michele L. Straniero, Sandra Mantovani
10. El Piscinin

Lato B Canti d'amore
1. Amore mio non piangere – Giovanna Daffini
2. Iolicoeur – Michele L. Straniero
3. In su monte 'e Gonare – Giovanna Marini, Maria Teresa Bulciolu

Canti di carcere
1. Porta Romana bella – Giovanna Marini
2. A 'Ttocchi A 'Ttocchi – Gruppo Padano di Piadena

Canti contro la guerra
1. Partire partirò, partir bisogna – Caterina Bueno
2. O Gorizia tu sei maledetta – Sandra Mantovani

Canti politici e sociali
1. Addio a Lugano
2. Son cieco – Gruppo Padano di Piadena
3. La lega – Sandra Mantovani

Finale
1. Cade l'uliva – Giovanna Marini, Maria Teresa Bulciolu
2. Bella ciao (versione partigiana)
3. Bella ciao – Giovanna Daffini
4. La lizza delle Apuane